# Theresa Kachindamoto
Theresa Kachindamoto (Dedza, ...) è un'attivista e politica malawiana.

## Biografia
Leader tribale del distretto malawiano di Dedza dal 2001, prima di assumere tale incarico è stata per 27 anni segretaria in un college di Zomba. Ultima di dodici fratelli, è sposata e ha cinque figli.
Ha guadagnato l'attenzione dei media di tutto il mondo per la lotta contro la pratica dei matrimoni precoci delle ragazze sue connazionali e contro l'analfabetismo. Con l'appoggio di UN Women (l'organizzazione delle Nazioni Unite per l'uguaglianza tra sessi) è riuscita ad annullare più di 850 matrimoni tra minorenni e a convincere migliaia di ragazzine a riprendere la frequenza scolastica. Dal 2017, grazie soprattutto alla battaglia condotta da Theresa, l'età minima in Malawi per sposarsi è stata portata a 18 anni.
Theresa Kachindamoto ha fondato l'associazione The mother's group, con la quale continua la sua opera di attivista sociale.
Nel 2018 ha vinto il Premio Internazionale Navarra.